# 重心 (軍事)
重心(Schwerpunkt, Center of gravity)とは、軍事学においては、戦場における力と運動の中心を指す概念である。重点とも訳される。

## 概要
重心はドイツにおける歴史的な軍事教義において用いられ、現代ではアメリカの軍事教義にも採用されている軍事理論の概念である。研究者クラウゼヴィッツは重心の概念を初めて理論的に位置づけようとしていたが、彼はいくつかの文章で微妙に異なる意味合いで重心を定義している。例えば戦略的な局面において、重心とはそれを打倒することにより決定的な影響を与えることができる戦力の配置と関係していることを説明している一方で、重心とは敵国が単一の戦役によって打破されうる場合にのみ認められるとも説明していた。さらにマイケル・ハワードとピーター・パレットによる翻訳によって、重心の概念はその理解をめぐっていくつかの見解が分かれることになった。
伝統的なドイツにおける解釈（例: シュリーフェン）では、Schwerpunkt は戦力の焦点・重点を意味する。Schwerpunkt は指揮官が作戦立案時に自ら設定するものである。もちろん彼我の比較に基づいた適切な Schwerpunkt の設定は重要だが、Schwerpunkt そのものは敵の内在的な関係とは無関係である。したがって、Schwerpunkt とは目標の明確化や戦力の集中といった軍事作戦を考える上で不可欠な事項を考えるための概念であり、例えばゼークトは攻撃を考える上でSchwerpunkt を定めることが重要であると考えていた。また第一次世界大戦後に発表されたドイツ陸軍の教範類でも主たる戦力は常に決定的な地点に配置すること、そして「すべての攻撃はそれぞれ Schwerpunkt をもち、命令書ではそれが強調されるべき」と述べられている。この点で、現代のアメリカ軍で用いられ「かなめ・急所」といったニュアンスをもつ "Center of Gravity"（重心）という概念とは乖離がある。
一方でクラウゼヴィッツの重心の概念は歴史的な文脈から解釈する学説もある。それは物理学の概念としての重心の概念を軍事的に置き直したものであり、戦闘における決定的な地点に集中したあらゆる戦力を意味すると考える立場である。つまりクラウゼヴィッツが強調しようとしていたことは戦闘における戦力の集中と理解する立場であり、その意味において決勝点の概念に近いと考えることができる。